# Bacharuddin Jusuf Habibie
Bacharuddin Jusuf Habibie, ook bekend als Rudy Habibie of B.J. Habibie (Pare-Pare (Celebes), 25 juni 1936 – Jakarta, 11 september 2019) was de derde president van Indonesië, van 1998 tot 1999.
Hij studeerde aan het Institut Teknologi Bandung en van 1955-1965 luchtvaarttechniek aan de RWTH Aken, waar hij in 1960 zijn diploma behaalde en in 1965 zijn doctoraat. Daarna werkte hij voor Messerschmitt-Bölkow-Blohm in Hamburg. Hij werd vervolgens algemeen directeur van een vliegtuigfabriek te Bandung, die zich bezighield met assemblage van toestellen voor de Indonesische markt en een vliegtuig ontwikkelde dat nooit aan het buitenland verkocht is en waarvan slechts enkele exemplaren gebouwd zijn.
In de periode 1978-1998 was hij Minister van Staat voor Onderzoek en Technologie in in vier opeenvolgende kabinetten van president Soeharto: de Ontwikkelingskabinetten III, IV, V en VI. In maart 1998 werd hij vicepresident van het Ontwikkelingskabinet VII. Toen Soeharto in dat jaar gedwongen werd af te treden werd Habibie president en hij leidde het Kabinet voor Hervorming van Ontwikkeling van mei 1998 tot oktober 1999. Hij stelde zich niet herkiesbaar nadat het Raadgevend Volkscongres (MPR) in oktober 1999 zijn "verantwoordingstoespraak" na stemming niet accepteerde.
Habibie werd opgevolgd door Abdurrahman Wahid, ook bekend als Gus Dur. Zijn broer Junus Effendi Habibie (1937-2012) was ambassadeur van Indonesië in Nederland van 2006 tot 2010.